# Walentin Głuszko
Walentin Pietrowicz Głuszko (ros. Валентин Петрович Глушко, ur. 20 sierpnia?/2 września 1908 w Odessie, zm. 10 stycznia 1989 w Moskwie) – radziecki specjalista w zakresie techniki rakietowej ukraińskiego pochodzenia, pionier w tej dziedzinie. Członek Akademii Nauk ZSRR.

## Życiorys
Absolwent Uniwersytetu Leningradzkiego (1929), kierował Laboratorium Dynamiki Gazów w Leningradzie, gdzie prowadził badania paliwa do silników rakietowych. Całe swoje życie poświęcił technice rakietowej i kosmicznej. W 1923 roku nawiązał korespondencję z Konstantinem Ciołkowskim.
W 1929 roku zasłynął jako konstruktor pierwszego w świecie silnika rakietowego zwanego elektrotermicznym. W 1930 r. przeprowadził badania nad zastosowaniem różnych materiałów do napędu rakiet, w latach 1930–1931 zbudował pierwsze rosyjskie silniki rakietowe na paliwo ciekłe, które powstały w kierowanym przez niego od 1929 roku. Laboratorium Gazodynamicznym. Od 1932 roku pracował z Siergiejem Korolowem. W 1938 roku został aresztowany i osadzony w specjalnym więzieniu TsKB-29. Uwolniono go w 1944 roku i wysłano do Niemiec, gdzie odpowiadał za zebranie dokumentacji silników rakietowych pocisków V2. Był współtwórcą radzieckich rakiet balistycznych. Od 1972 roku był głównym konstruktorem radzieckiego programu kosmicznego. Prowadził prace doświadczalne z paliwami rakietowymi. Proponował wykorzystanie takich składników paliwa jak kwas azotowy, kwas chlorowy, tetranitrometan czy nadtlenek wodoru.
Był twórcą silników RD-107 i RD-108 dla międzykontynentalnej rakiety balistycznej R-7, która po modernizacji posłużyła do wyniesienia w kosmos pierwszych sztucznych satelitów Ziemi i pierwszego kosmonauty. Pod jego kierunkiem powstały silniki dla rakiet nośnych Proton i Energia oraz system radzieckiego wahadłowca Buran, który jedyny lot w kosmos odbył 15 listopada 1988 roku. Głuszko kierował też pracami nad doskonaleniem kolejnych wersji statków Sojuz, nadzorował budowę stacji orbitalnych Salut i podstawowego modułu stacji Mir.

## Odznaczenia
Został odznaczony m.in. dwukrotnie Medalem „Sierp i Młot” Bohatera Pracy Socjalistycznej (1956 i 1961), pięciokrotnie Orderem Lenina, Orderem Rewolucji Październikowej oraz Orderem Czerwonego Sztandaru Pracy. Laureat Nagrody Leninowskiej (1957) i dwukrotnie Nagrody Państwowej ZSRR (1967 i 1984).